# Stejanovci
Stejanovci (izvirno srbsko Стејановци) je naselje v Srbiji, ki upravno spada pod Občino Ruma; slednja pa je del Sremskega upravnega okraja.

## Demografija
V naselju živi 818 polnoletnih prebivalcev, pri čemer je njihova povprečna starost 41,2 let (39,0 pri moških in 43,2 pri ženskah). Naselje ima 328 gospodinjstev, pri čemer je povprečno število članov na gospodinjstvo 3,11.
To naselje je, glede na rezultate popisa iz leta 2002, večinoma srbsko.
|  |

| Demografija | Demografija     | Demografija     |
| Leto        | Št. prebivalcev | Št. prebivalcev |
| ----------- | --------------- | --------------- |
|             |                 |                 |
|             |                 |                 |
|             |                 |                 |
|             |                 |                 |
| 1948        | 901             |                 |
| 1953        | 919             |                 |
| 1961        | 1061            |                 |
| 1971        | 1004            |                 |
| 1981        | 964             |                 |
| 1991        | 976             | 968             |
| 2002        | 1037            | 1020            |
|             |                 |                 |

| Etnična sestava po popisu iz leta 2002 | Etnična sestava po popisu iz leta 2002 | Etnična sestava po popisu iz leta 2002 | Etnična sestava po popisu iz leta 2002 | Etnična sestava po popisu iz leta 2002 |
| -------------------------------------- | -------------------------------------- | -------------------------------------- | -------------------------------------- | -------------------------------------- |
| Srbi                                   | Srbi                                   |                                        | 998                                    | 97,84%                                 |
| Hrvati                                 | Hrvati                                 |                                        | 3                                      | 0,29%                                  |
| Neznano                                | Neznano                                |                                        | 19                                     | 1,86%                                  |